# Linnea Skog
Linnea Skog (* 30. Juli 2003 in Porvoo) ist eine finnische Schauspielerin.

## Leben
Linnea Skog ist die Tochter des Schauspielers Frank Skog und Enkelin des Schauspielers Aarre Karén.
Ihr Filmdebüt gab sie als 12-Jährige in dem von Selma Vilhunen inszenierten Drama Tyttö nimeltä Varpu. Sie spielte Varpu Miettinen, Tochter der alleinerziehenden Siru Miettinen, welche von Paula Vesala dargestellt wurde. Die Geschichte über den Ausbruch der Tochter von Zuhause auf der Suche nach dem leiblichen Vater, den sie nie kennenlernen durfte, wurde von der Kritik hoch gelobt. Der Film wurde für zehn Jussis nominiert, wobei Skog als Beste Hauptdarstellerin den einzigen Preis entgegennahm. Mit 14 Jahren war sie seit der Vergabe 1944 die jüngste Schauspielerin, die je diese Auszeichnung erhielt.

## Filmografie
- 2015–2021: Roba (Fernsehserie, 20 Folgen)
- 2016: Tyttö nimeltä Varpu
- 2018: Ratamo (Fernsehserie, sechs Folgen)
- 2019–2020: Zimmer 301 (Huone 301, Fernsehserie, fünf Folgen)
- 2020: Teräsleidit
- 2020: Eden
- 2021: Ei Haukku haavaa tee (Fernsehserie, sechs Folgen)
- 2022: Koskinen (Fernsehserie, zwei Folgen)
- 2022: The Knocking (Koputus)